# Xã West Looney, Quận Polk, Missouri
Xã West Looney (tiếng Anh: West Looney Township) là một xã thuộc quận Polk, tiểu bang Missouri, Hoa Kỳ. Năm 2010, dân số của xã này là 918 người.